# Emperor: Battle for Dune
Az Emperor: Battle for Dune egy valós idejű stratégiai játék, amelyet a Westwood Studios és az Intelligent Games és az EA Games adott ki 2001 júniusában. A játék Frank Herbert A Dűne című sci-fi regényének univerzumában játszódik, története pedig a Dune 2000 után játszódik.

## Történet
Az Emperor központi sztorivonala továbbra is a regény főbolygóján, az Arrakis-on játszódik. Ezen a sivatagplanétán fordul elő az ismert galaxis egyik legértékesebb nyersanyaga, az egyszerűen csak "fűszernek" (spice) nevezett természetes tudatmódosító kábítószer. Ez a termény szolgáltatja a nagy befolyással rendelkező Spacing Guild navigátorai számára azt az alapanyagot, amivel képesek az univerzumot jellemző fényévnyi távolságokat áthidalni ember és rakománya számára egyaránt. A fűszerért folyó háborúk az Emperor idején is folytatódnak, előzménye pedig a bolygó befolyását megtartani igyekvő Corrino ház ura, Frederick IV császár halála, amit egyik ágyasa, Lady Elara követett el. A császár halála után kaotikus állapot jön létre a nagy házakat kényes hatalmi egyensúlyba tartó Landsraad-ban, ám a Spacing Guild felajánlja a három fennmaradt háznak (house), az Atreides-nek, a Harkonnen-nek, és az Ordos-nak a War of Assassins elnevezésű limitált forrásokat felhasználó háborúskodás lehetőségét, elkerülve ezzel az egyes politikai rendszerek összeomlását. A végső győztes lesz a Landsraad, és vele együtt a kiemelt jelentőségű fűszerbolygó új ura.
A játék kampányának legelején azonban a helyzet hamar továbbsúlyosbodik, mikor kiderül, a Tleilaxu nevű alacsonyabb rangú ház követői ismeretlen szándékkal Arrakis-ra leszállva mintákat kezdenek begyűjteni a bolygó legendás teremtményei, a "homokférgek" (sandworm) elpusztult példányainak tetemeiből. Később kiderül, hogy a tudományos kutatásokkal a Tleilaxu célja nem más, minthogy a planéta ökoszisztémájával összhangban élő homokférgek legnagyobbikának, az Emperor Worm létrehozásával megszerezze a bolygó feletti uralmat. Mindeközben elmebefolyásoló szer kezdte mérgezni a ritka arrakisi vízkészleteket, ezzel manipulálva az ott állomásozó nagy házak harci alakulatainak akaratát, akik így a Spacing Guild rabszolgáivá váltak.

## Áttekintés
A kampány a három elérhető nagy ház különálló előzményeivel indul, ahol Arrakis bolygóért folyó háború a Risk táblás játékhoz hasonlóan felépült, részben szabad területfoglaló játékmenettel párosul. A kampány alatt lehetőség van arra, hogy a küldetések másodlagos céljait teljesítve a Dűne kisebb befolyással rendelkező al-házainak (sub-house) támogatását elnyerve javítsunk csapataink esélyein. Az al-házakon kívül néhány küldetésben előfordulnak csempészek (smuggler) is, akiket a játékos vagy segíthet vagy akadályozhat, így azok vagy erősítéssel és pénzzel támogathatják vagy szabotázsakcióikkal gyengíthetik őt. A kampány alatt elérhetőek külön egység-erősítések is, megkönnyítve ezzel a hódításokat illetve az elfoglalt területek feletti uralom megtartását. A végső cél az ember-homokféreg hibrid, az Emperor Worm létrejöttének megakadályozása.

### Játékmenet
Az Emperor játékmenetét a kampány egyes küldetéseihez fűződő kötött kezdőfelállásán túl a hagyományos "nyersanyaggyűjtő-bázisépítő-egységképző" hármasának stratégiáját követi. Minden bázis központi létesítménye a Construction Yard, amely segítségével a rendelkezésre álló fűszertartalékok felhasználásával felépíthető az energiát adó Windtrap, amelyet a begyűjtő járművekkel szolgáló Refinery (a finomítóépület bővíthető két Refinery Ramp-pal is) követhet, majd pedig a három egységtípus kiképzéséért egyenként felelős gyárépület, a gyalogsági Barracks, a páncélozott Factory, és a légi Hangar, amelyeket tovább is lehet fejleszteni az erősebb egységek eléréséért. Mindhárom játszható ház rendelkezik a térkép szabad áttekintését segítő Outpost radarépülettel, statikus bázisvédelem gyanánt pedig építhetnek védőfalat, illetve a gyalogságot avagy a páncélozott- és a légierőt egyaránt hatékonyan támadó tornyokat. A házak legerőteljesebb képességeit a Palace biztosítja.
A játékmenet további érdekessége, hogy Arrakis óriási sivatagjai mélyén élő homokférgek megérzik a talajfelszínen keletkező legapróbb mozgást is, így a fűszermezők körül munkálkodó harvester-eket, és persze a harci csapatmozgásokat is. A homokférgek két formában támadhatnak meg bárkit a játéktéren; a kisebb példányok cápaként úszva a végtelen homoktengerek közt lassan üldözőbe veszik, majd utolérve elpusztítják a figyelmetlen egységeket, míg a igazán nagy férgek pár másodpercen belül a felszínre törve akár kisebb seregeket is elnyelhetnek. Szerencsére az építkezést csak masszív kőzetből álló felszínen lehet folytatni, ahonnan a homokférgek nem tudják kiásni magukat, valamint a rendszer hangüzenettel, és a térképen való jelekkel figyelmeztet a veszélyre. A gyalogság, amely lassúságuk miatt fokozottan ki van téve nemcsak a Dűne egzotikus vadja, hanem az ellenséges járművek eltaposásának is, lehetősége van sziklás földdarabok, az u.n. "gyalogsági szikla" (infantry rock) fedezékébe menekülni, ahonnan nemcsak biztonságba kerülhet tőlük, hanem a területen belül állva kifelé is tüzelhet rájuk, védelmi értékeik pedig megnőnek, ezzel még tovább növelve túlélési esélyeiket. Minden egyes egység eredeti értékével arányos tapasztalatot szerezhet a sikeres összecsapások alatt, amely során formálisan szintet lépve válik egyre erősebbé és kitartóbbá, vagy nyer el új képességeket.

### Nagy házak
A három nagy ház képviseli a kampány fő vonalát, és a többjátékos mód alapját, akik a grafikai látvány, a megnevezés, és egyéb kisebb módosító tulajdonságokon kívül ugyanazon funkciójú épületekkel és egységekkel rendelkeznek.
- Atreides - Az Atreides Ház a Caladan gazdag, szinte már paradicsomi bolygójáról származó, a nemesség, a hűség, és a rend eszméit követve felvirágzó hatalma. Tűzereje legendás, lojális katonasága pedig lehetőséget nyújt arra, hogy háromcsillagos veteránjai a Barracks-ba visszatérve továbbképezzék a harcokhoz később csatlakozó tapasztalatlanabb újoncokat. A ház legerősebb szárazföldi hadereje a négy nehézágyúval rendelkező, nagy hatótávú Minotaurus lépegető, végső fegyvere pedig a Hawk Strike, amely az ellenséges egységeket hosszan tartó félelembe taszíthatja, emiatt áldozatai magatehetetlenül elkóborolhatnak a térkép bármely pontjára, így akár az ellenség színe elé is.
- Harkonnen - A Harkonnen Ház a Giedi Prime súlyos szennyezett, ipari gyárakkal nagyban beépített bolygójáról származó ambiciózus, brutális önkényhatalma. Kegyetlen harci stílusuk közismert, szárazföldi páncélozott hadereje képes eltaposni az óvatlan ellenséges gyalogságot, de akár a fűszermezőket is elpusztíthatják. A ház legerősebb szárazföldi hadereje a kettős nehéz plazmaágyúval és rakétaüteggel ellátott, ugyanakkor önmegsemmisítésre is képes Devastator, végső fegyvere pedig a Death Hand, ami több nukleáris robbanófejjel rendelkező hagyományos tömegpusztító rakétaeszköz.
- Ordos - Az Ordos Ház a Draconis 4 kietlen jégbolygójáról származó, a kereskedelemből és a csempészetből meggazdagodott elitek által vezetett titokzatos hatalma. Alkalmazkodóképességükről ismertek, minden egységük képes önmagától regenerálni az elveszett életerejét, egyesek pedig különálló pajzzsal is rendelkeznek. A ház legerősebb szárazföldi hadereje a tankrombolóként és nehéztüzérségként is egyaránt hatékony Kobra tank, végső fegyvere pedig a Chaos Lightning, amely bizonyos ideig minden egységet képes megőrjíteni, így azok ellenségre és szövetségesre egyaránt veszélyt fognak jelenteni. Az Ordos a Dűne-univerzum regényeiben hivatalosan nem szerepel, a játék fejlesztői emelték be harmadik félnek.

### Al-házak
Az öt al-ház a három nagy ház potenciális szövetségesei lehetnek. A kampány küldetései alatt egyes képviselőit támogatva csatlakoznak a játékoshoz, míg a többjátékos módban a játék kezdete előtt szabadon meghatározható, hogy kik legyenek a maximum két lehetséges szövetséges. Az al-házak saját egységképző épülettel rendelkeznek.
- Fremen - A Fremen az Arrakis első emberlakóinak leszármazottai, akik jól alkalmazkodtak a sivatagos planéta viszontagságaihoz. Elérhető két, a rejtőzködésben egyaránt kiváló gyalogsági egysége a mesterlövész Fremen Warrior, és a hanghullámokkal romboló gránátokat használó Fremen Fedaykin. A Fremen egységek az egyetlenek, amelyek mozgásuk során nem keltik fel a homokférgek figyelmét, sőt a Fedaykin képes egy kisebb példányt magához vonzani, és "meglovagolva" irányítás alá vonni őt.
- Guild - A Guild (más néven Spacing Guild) az ismert univerzum korábbi befolyásos hatalma, aki ugyanakkor a mostani háború egyik legfőbb mozgatórugója maradt. Elérhető két szárazföldi egysége a pszi-erejű  Maker, és a rövid hatótávú, ám a térkép bármely pontjára szabadon teleportáló NIAB Tank.
- Ix - Az Ix (más néven Ixian) félelmetes technológiákat felvonultató elvtelen fegyverkereskedők, akik megfelelő ellenszolgáltatás fejében bárkit kiszolgálnak. Elérhető két szárazföldi páncélozott egysége a polip-szerű, láthatatlanul lopakodó önmegsemmisítő Infiltrator, és a szövetséges egységek alakját kivetíteni képes Projector.
- Tleilaxu - A Tleilaxu (más néven Bene Tleilax) a masinák jelentőségét szélsőségesen tagadó fanatikusok, akik szent meggyőződésükből nyúlnak a klónozás és egyéb organikus szervezeteket mesterséges manipuláló eszközökhöz. Elérhető két szárazföldi egysége a lomha, zombi-szerű, a gyalogságot a maga képére átformáló Contaminator, és a páncélos járműveket lassan felemészteni képes Leech.
- Sardaukar - A Sardaukar (más néven Imperial Sardaukar) legfőbb erejét az elhunyt császárhoz hű rohamkatonák alkotják, akiket a bolygó kemény életkörülményei tették a háború harcedzett, rettegett résztvevőivé. Elérhető két gyalogsági egysége a gépágyús Imperial Sardaukar, és a nála is erőteljesebb, lézerfegyveres Imperial Sardaukar Elite.

## Látvány
Az Emperor rendelkezik a Westwood Studios első teljesen háromdimenziós játékterével, csak a menü, és a kis térkép (minimap) maradt két dimenzióban. A SAGE elődje, a  W3D ("Westwood 3D") grafikai motor dinamikus fényeffektusokat, valóságos árnyékkezelést és visszatükröződést tett elérhetővé. További különlegessége a lassított mozgású kamera, amellyel szinte megállítva az időt, az effektusok minden apró részlete, köztük például a felrobbanó épületek vagy egységek darabkái is több nézőpontból megfigyelhetővé váltak.

## Fogadtatás
Az Emperor grafikailag jól teljesített, továbbá kiemelték a nagy házak amúgy túl sok közös vonását egyensúlyozó al-házak szabad kombinálásának lehetőségét, ám kritizálták az egységek rossz útvonalkeresését, és a gépi MI kiszámíthatóságát, amely csak az egyes egységek összetételén tudott kihívást jelenteni.